# Котё
Котё (яп. 弘長 ко:тё:) — девиз правления (нэнго) японского императора Камэяма, использовавшийся с 1261 по 1264 год .

## Продолжительность
Начало и конец эры:
- 20-й день 2-й луны 2-го года Бунъо (по юлианскому календарю — 22 марта 1261);
- 28-й день 2-й луны 4-го года Котё (по юлианскому календарю — 27 марта 1264).

## Происхождение
Название нэнго было заимствовано из 3-го цзюаня классического древнекитайского сочинения «Чжэнь-гуань чжэнъяо» (кит. трад. 貞觀政要, упр. 贞观政要, пиньинь Zhēnguàn zhèngyào, буквально: «Основы управления в период Чжэнь-гуань»):「閼治定之規、以弘長世之業者、万古不易、百慮同帰」.

## События
- 11 июня 1261 года (12-й день 5-й луны 1-го года Котё) — монах Нитирэн был сослан в Ито в провинции Идзу; Никко следует за Дайсёнином и продолжает ему служить; Фумамори Ясабуро и его жена помогают Нитирэну на Идзу[5];
- 19 марта 1262 года (28-го дня 11-й луны 2-го года Котё) — монах Синран скончался в возрасте 90 лет[5];
- 1 апреля 1263 (22-й день 2-й луны 3-го года Котё) — получив извинение за ссылку, Нитирэн возвращается в Камакуру[5];
- 1263 год (3-й год Котё) — скончался Ходзё Токиёри; ему приписывают следующие предсмертные стихи[6]:

Тридцать семь годов высоко держалось

Бренное зерцало того бытия;

От удара молота вмиг оно распалось:

Теперь путь великий гладок для меня
По словам японского историка Рая Санъё, в годы Котё обратил на себя внимание юный Ходзё Токимунэ, будущий сиккэн (фактический правитель Японии):
…в усадьбе Гокуракудзи было большое состязание в стрельбе из луков, сёгун Мунэтака захотел посмотреть стрельбу по маленькой шляпе, повешенной мишенью; обернувшись, он отдал приказания самураям стрелять по ней, но никто не вызвался. Тогда Токиёри сказал, что это сумеет выполнить Таро. Таро было детское имя Токимунэ, которого он тотчас же позвал и приказал ему выйти на арену; в это время ему было всего одиннадцать лет. Он выехал верхом и попал в цель с первой же стрелы; все присутствовавшие разразились криками одобрения, а Токиёри сказал: «Этот ребенок, несомненно, сможет вынести на себе тяжелое бремя [управления страной в трудных обстоятельствах]».

## Сравнительная таблица
Ниже представлена таблица соответствия японского традиционного и европейского летосчисления. В скобках к номеру года японской эры указано название соответствующего года из 60-летнего цикла китайской системы гань-чжи. Японские месяцы традиционно названы лунами.
| 1-й год Котё (Металлический Петух) | 1-я луна        | 2-я луна   | 3-я луна* | 4-я луна  | 5-я луна* | 6-я луна  | 7-я луна  | 8-я луна*              | 9-я луна    | 10-я луна* | 11-я луна  | 12-я луна*    |                |
| ---------------------------------- | --------------- | ---------- | --------- | --------- | --------- | --------- | --------- | ---------------------- | ----------- | ---------- | ---------- | ------------- | -------------- |
| Юлианский календарь                | 1 февраля 1261  | 3 марта    | 2 апреля  | 1 мая     | 31 мая    | 29 июня   | 29 июля   | 28 августа             | 26 сентября | 26 октября | 24 ноября  | 24 декабря    |                |
| 2-й год Котё (Водяная Собака)      | 1-я луна*       | 2-я луна   | 3-я луна* | 4-я луна  | 5-я луна* | 6-я луна  | 7-я луна  | 7-я луна* (високосная) | 8-я луна    | 9-я луна   | 10-я луна* | 11-я луна     | 12-я луна*     |
| Юлианский календарь                | 22 января 1262  | 20 февраля | 22 марта  | 20 апреля | 20 мая    | 18 июня   | 18 июля   | 17 августа             | 15 сентября | 15 октября | 14 ноября  | 13 декабря    | 12 января 1263 |
| 3-й год Котё (Водяная Свинья)      | 1-я луна*       | 2-я луна   | 3-я луна* | 4-я луна  | 5-я луна* | 6-я луна  | 7-я луна* | 8-я луна               | 9-я луна    | 10-я луна  | 11-я луна* | 12-я луна     |                |
| Юлианский календарь                | 10 февраля 1263 | 11 марта   | 10 апреля | 9 мая     | 8 июня    | 7 июля    | 6 августа | 4 сентября             | 4 октября   | 3 ноября   | 3 декабря  | 1 января 1264 |                |
| 4-й год Котё (Деревянная Крыса)    | 1-я луна*       | 2-я луна   | 3-я луна* | 4-я луна* | 5-я луна  | 6-я луна* | 7-я луна* | 8-я луна               | 9-я луна    | 10-я луна  | 11-я луна* | 12-я луна     |                |
| Юлианский календарь                | 31 января 1264  | 29 февраля | 30 марта  | 28 апреля | 27 мая    | 26 июня   | 25 июля   | 23 августа             | 22 сентября | 22 октября | 21 ноября  | 20 декабря    |                |

* звёздочкой отмечены короткие месяцы (луны) продолжительностью 29 дней. Остальные месяцы длятся 30 дней.